# TKH Toruń
TKH Toruń je profesionální polský hokejový tým. Byl založen v roce 1923.

## Vývoj názvů týmu
- TKS Toruń (1924-39)
- Pomorzanin Toruń (1945-90)
- Towimor Toruń (1990-95)
- TTH Metron Toruń (1995-97)
- Filmar Toruń (1998-2000)
- TKH Toruń (2001-současnost)